# Hello Kitty
Hello Kitty (ハローキティ?, Harō Kiti) è un personaggio immaginario prodotto dall'azienda giapponese Sanrio.

## Il personaggio
Nata nel 1974 per mano della designer Yuko Shimizu, è caratterizzata da un fiocco rosso sopra l'orecchio sinistro (talvolta il fiocco è rimpiazzato da un fiore a cinque petali o sono presenti entrambi, più raramente indossa altri accessori) e dall'assenza della bocca, eccezione fatta per la serie animata, in cui invece la bocca è visibile. Il suo nome completo è Kitty White (nome ispirato al gatto Kitty del libro fantasy Attraverso lo specchio), è inglese e vive a Londra, è del segno dello Scorpione, ama le torte di mele, ha una sorella gemella, frequenta la terza elementare, quindi ha circa 8 anni.
Intorno al personaggio di Hello Kitty ruota un universo di pupazzi dalle fattezze infantili. Creata nel 1974 a Tokyo e registrata nel 1976, Hello Kitty è attualmente un marchio molto forte, che genera un fatturato annuale di 1 miliardo di dollari attraverso un merchandising variegato, buona parte del quale su licenza, il quale ogni anno vede moltiplicarsi le offerte attraverso numerosi prodotti.

## Successo internazionale
La prima apparizione di Hello Kitty negli Stati Uniti risale al 1976. Dal 1983 ha il ruolo di ambasciatore dell'UNICEF presso i bambini. Il successo, fino a farne un vero oggetto di culto, ebbe avvio a partire dalla seconda metà degli anni novanta, quando celebrità come Mariah Carey lo adottarono come status symbol.
Seguirono altre celebrità americane che contribuirono al suo successo: Britney Spears, Ricky Martin, Mandy Moore, Raven-Symoné, Varla Jean Merman, Lady Gaga, Paris e Nicky Hilton, tutti fotografati con oggetti che ritraggono Hello Kitty. La cantante Lisa Loeb, che è la testimonial della chitarra rosa Hello Kitty Stratocaster le ha dedicato un intero album chiamato Hello Lisa.
Nel 2009 la Sanrio ha stipulato un accordo pubblicitario esclusivo con il noto musicista giapponese Yoshiki Hayashi (X Japan) per la creazione di una serie di gadget ritraenti un Hello Kitty con le sue sembianze, chiamato Yoshikitty. Yoshiki Hayashi tra il 2012 e il 2013 ha composto la nuova theme song di Hello Kitty.

## Gadget
Sebbene in origine indirizzata ad un pubblico di ragazzine, attualmente il logo di Hello Kitty accompagna prodotti di diverse tipologie. Parte del merchandising è rappresentata da beni di uso comune (matite, quaderni, orologi, bracciali); altri spaziano dai computer agli aeroplani, al punto che la Fender ha prodotto una chitarra Stratocaster modello Hello Kitty (Hello Kitty Stratocaster). In Giappone non è più considerata adatta solo alle ragazzine: infatti, sono in vendita capi di biancheria intima per adulti e persino abiti da sposa. Negli USA il fenomeno è meno accentuato, ma il numero di prodotti in commercio è in costante crescita.
Il primo prodotto in assoluto a portare l'immagine di Hello Kitty fu un portamonete in vinile venduto per 240 yen (circa €1,84).

## Cartoni animati

Copertina del DVD di un episodio della serie "Le fiabe di Hello Kitty".

Il target dei cartoni animati di Hello Kitty è rappresentato dai bambini. Nei film animati prodotti da Sanrio tra il 1977 e il 1985, Hello Kitty compare in cameo.
La prima serie animata di cui Hello Kitty è protagonista fu trasmessa negli Stati Uniti nel 1987. Chiamata Hello Kitty's Furry Tale Theatre (inedita in Italia) e prodotta da Sanrio in co-produzione con DiC Entertainment, era la parodia di alcune famose fiabe e film di successo di quel periodo.
Dal 1989 in Giappone venne realizzata una serie di film per il cinema e per il mercato home video ispirati ad altre fiabe famose aumentando la qualità e la durata. Questa serie in Italia si intitola Le fiabe di Hello Kitty o Le favole di Hello Kitty a seconda dell'edizione.
Nel 1993 esce la serie giapponese "Daisuki! Harō Kiti", prodotta da Sanrio/Enoki Films, con 39 episodi di 22 minuti ciascuno. La serie viene proposta in Italia due anni dopo, nel 1995, su Rai 2 col nome di Hello Kitty.
Dal 1994 in Giappone è uscito per il mercato home video in VHS Hello Kitty to Issho: una serie a sfondo educativo. In Italia la serie fu importata dalla Dynit con il titolo Imparando con Hello Kitty.
In Giappone, Hello Kitty fu protagonista della serie Hello Kitty's Paradise: 16 episodi trasmessi tra il 1999 e il 2011. Questa versione fu trasmessa negli USA nel 2000.
Nel 2000 in Giappone è uscito per il mercato home video Hello Kitty's Animation Theatre. In Italia la serie è andata in onda nel 2007 con il titolo Il teatrino delle fiabe di Hello Kitty.
Nel 2001, Nicola Bartolini Carrassi acquista per Fox Kids/Jetix una seconda serie in lingua italiana, composta da 32 episodi di 11 minuti l'uno. In entrambe le serie la voce di Kitty è della doppiatrice Tatiana Dessi. Lo stesso Carrassi proporrà con la 20th Century Fox un nuovo adattamento di Hello Kitty's Paradise, con la protagonista, questa volta doppiata da Federica Valenti.
Nel 2004 in Corea del Sud è uscita una serie animata in claymation di pongo dal titolo Hello Kitty's Stump Village. In Italia è andata in onda nel 2007 con il titolo Il villaggio di Hello Kitty.
Nel 2006 in Giappone è uscita una serie animata realizzata in computer grafica intitolata The Adventures of Hello Kitty & Friends. In Italia la serie è andata in onda nel 2008 con il titolo Le avventure di Hello Kitty.
Dal 2006 al 2008 Sanrio ha trasmesso su TV Tokyo la trilogia di Hello Kitty: Ringo no Mōri. In Italia sono andate in onda dal 2009 al 2010 con i seguenti titoli: Hello Kitty - Alla ricerca delle mele magiche, Hello Kitty - Il bosco dei misteri e Hello Kitty - Parallel Town.

## Videogiochi
Hello Kitty è protagonista di diversi videogiochi, ma pochi sono stati pubblicati al di fuori del Giappone.
Di seguito la lista in ordine cronologico (parziale) dei videogiochi con titolo, console supportate e anno di uscita.
- Hello Kitty no Ohanabatake (Famicom) (1992)
- Hello Kitty World (Famicom) (1992)
- Hello Kitty's Big Fun Piano (PC) (1994)
- Hello Kitty's Cube Frenzy (Nintendo Game Boy Color, Sony PlayStation) (1998)
- DDR Hello Kitty (Bemani Pocket) (1999)
- Hello Kitty Beads Factory (Game Boy Color) (1999)
- Hello Kitty Sweet Adventure (Game Boy Color) (2000)
- The Hello Kitty Simple 1500 series (PlayStation) (2001)
- Hello Kitty Football Cup (PC) (2002)
- Hello Kitty Dream Carnival (PC) (2003)
- Gotouchi Hello Kitty Sugoroku Monogatari (PlayStation) (2003)
- Hello Kitty: Bubblegum Girlfriends (PC) (2005)
- Hello Kitty: Roller Rescue (Microsoft Xbox, Sony PlayStation 2, Nintendo GameCube, PC)  (2005)
- Hello Kitty: Happy Party Pals (Nintendo Game Boy Advance) (2005)
- Hello Kitty: Cutie World (PC) (2006)
- Mainichi Suteki! Hello Kitty no Life Kit (Nintendo DS) (2007)
- The Hello Kitty Simple 2000 series (PlayStation 2) (2007)
- Hello Kitty: Big City Dreams (Nintendo DS) (2008)
- Hello Kitty Daily (Nintendo DS) (2008)
- Hello Kitty Online (PC) (2009)
- Hello Kitty Parachute Paradise (iOS) (2009)
- Apron of Magic (Arcade, iOS, Nintendo 3DS) (2010)
- Hello Kitty Seasons (Nintendo Wii) (2010)
- Hello Kitty Kruisers (iOS, Nintendo Wii U, Nintendo Switch) (2014)

## Altri media

### Manga
Tra il 2007 e il 2008 sono stati pubblicati due manga di Hello Kitty, entrambi serializzati per la rivista giapponese Ribon. I loro titoli sono Hello Kitty Doki (pubblicato tra dal maggio 2007 all'aprile 2008) e Hello Kitty Peace (pubblicato nel giugno 2008).
Nel marzo 2016, Sanrio ha pubblicato il manga online Ichigoman, dove Hello Kitty diventa una supereroina con un vestito a tema fragola ("ichigo" significa fragola in giapponese). Il manga è stato creato da Toshiki Inoue e Shakua Sinkai e ha avuto anche una versione fisica, la cui diffusione è stata solamente limitata in Giappone.
Inoltre strisce a fumetti su Hello Kitty vengono pubblicate su The Strawberry News, rivista mensile (stampata solo per il Giappone) a cura della Sanrio.

### Musica
Il 7 ottobre 2008 l'etichetta discografica Lakeshore Records pubblica l'album Hello Kitty - Hello World ispirato al personaggio della Sanrio. L'album conta i brani di vari artisti: Keke Palmer, Cheryl Yie, Mandy Ventrice, Gen, Anijel Emme, Jennifer Marks, Lindsay Dennis, The Seventeens, Emma Hunton e Cori Yarckin.

## Influenza culturale

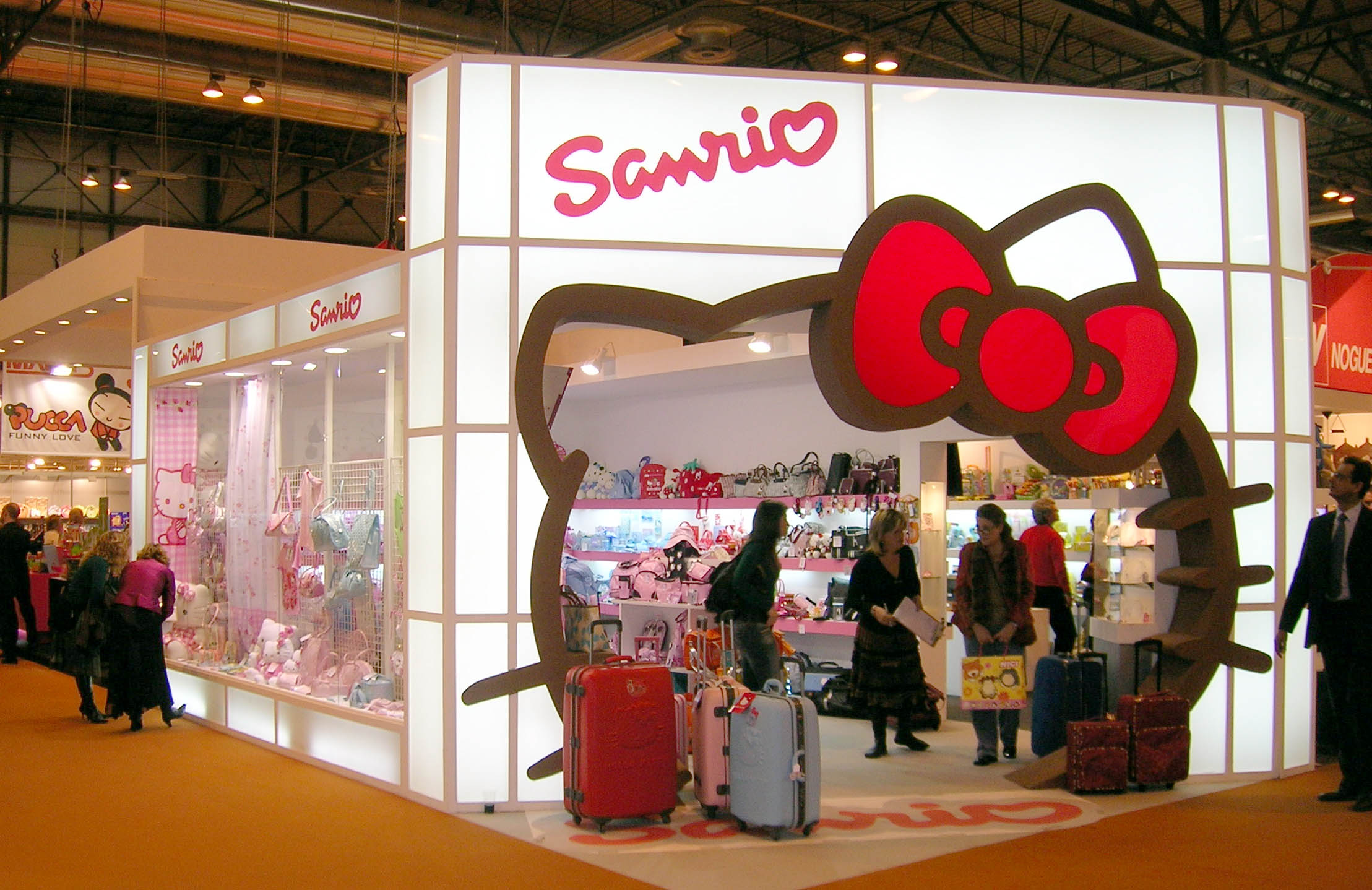
Negozio di Hello Kitty a Madrid.

- Nel film Little Miss Sunshine, quando la figlia scopre di aver vinto il concorso prepara le valigie e in camera sua sono visibili un cuscino di Hello Kitty e una lampada a forma di dente di Hello Kitty.
- Nell'episodio Da Tokyo con orrore (Thirty Minutes over Tokyo) della serie I Simpson, la famiglia va in Giappone e transita vicino ad una fabbrica di gadget della famosa gattina. I miagolii disperati e strozzati che ne provengono suggeriscono che siano creati utilizzando gatti veri come materia prima.
- Hello Kitty è apparsa come guest star in un episodio di Robot Chicken come un'insegnante di arti marziali.
- In Le tenebrose avventure di Billy e Mandy, troviamo una parodia di Hello Kitty, chiamata Sassy Cat. In un episodio, il trio visita un parco a tema di Sassy Cat, dove Tenebra chiede chi sia: Mandy risponde che è una stupida icona mediatica basata su uno stupido cartone e Tenebra afferma di odiare i cartoni animati.
- In un episodio di Futurama, si vede una fabbrica di "Curious Pussycat", sullo sfondo di un set a Kyoto. Il logo rimanda a quello di Hello Kitty.
- La band Goons of Doom compose una canzone intitolata Hello Kitty.
- Avril Lavigne ha intitolato una canzone Hello Kitty e la gattina appare sulla copertina di questa canzone.
- Mike Shinoda dei Linkin Park, durante un concerto suonò con una chitarra rosa raffigurante la faccia di Hello Kitty.
- Nell'episodio Make Love, Not Warcraft di South Park, Butters afferma di non giocare a World of Warcraft, ma piuttosto al gioco d'avventura Hello Kitty Island Adventure.
- Nell'episodio No Man's Land di Grey's Anatomy Izzie indossa mutande di Hello Kitty. Meredith la saluta con le parole "Hello Kitty".
- Nel cartone animato Pink Panther and Pals, nell'episodio Pick a Cardvark (Scegli una carta) l'oritteropo indossa un cerotto con la faccia di Hello Kitty.
- Nel settore turistico[12] la figura di Hello Kitty è stata ampiamente usata da alberghi, gestori di bar, parchi e altre forme di intrattenimento. Tra gli alberghi ricordiamo l'Hello Kitty Princess Room del Lotte Hotels & Resorts a Jeju, in Corea del Sud, il Grand Hi-Lai Hotel di Taiwan e il Keio Plaza Hotel di Tokyo. Proprio nella capitale nipponica sorgono due parchi giochi a tema, il Puroland e l'Harmonyland, entrambi della Sanrio. Nel 2015 nasce il parco giochi di Hello Kitty ad Anji County, nella provincia di Zhejiang, a est della Cina. Il vettore taiwanese Eva Air ha adottato il personaggio della Sanrio nell'Hello Kitty Jet, un volo che collega Taipei alle principali città orientali, nonché a Parigi.
- Il programma radiofonico italiano Lo Zoo di 105 diffonde una parodia vietata ai minori intitolata "Hello Kitty la supergatta"
- Nel film Metropia, un pupazzo di Hello Kitty rappresenta l'elemento principale del film, inteso come simbolo di globalizzazione.